# Sovetski (oblast de Léningrad)
Pour les articles homonymes, voir Sovetski.
Sovetski (en russe : Советский, anciennement en finnois : Johannes) est une commune urbaine située sur l'isthme de Carélie dans le raïon de Vyborg en Russie.

## Histoire
Avant la guerre de continuation, elle constituait la municipalité finlandaise de Johannes dans la province de Viipuri.